# حروف (نحو)
حروف در علم نحو یکی از اقسام سه‌گانه کلمه (در کنار اسم و فعل) است.

## تعریف
کلمه‌ای است که به معنای مستقلی دلالت نمی‌کند. (برای دلالت کردن بر معنای خود باید به کلمه دیگری دیگری ضمیمه شود)

## اقسام
اقسام حروف عبارت است از:
مخصوص اسم 
- حروف جر
- حروف قسم
- حروف استثنا
- حروف ندا
- حروف مشبه به فعل
- حروف مفاجأة
- حروف تفصیل
- حروف تنبیه

مخصوص فعل
- حروف نصب
- حروف مصدری
- حروف جزم
- حروف شرط
- حروف مستقبل
- حروف تحضیض
- حروف توقع
- حرف ردع

مشترک میان اسم و فعل
- حروف عطف
- حروف استفهام
- حروف استفتاح
- حروف تفسیر
- حروف نفی
- حروف جواب